# Mer de Wandel
Ne doit pas être confondu avec Mer de Weddell.
La mer de Wandel (aussi connue comme mer de McKinley) est une partie de la mer du Groenland s’étendant le long des côtes du Nord-Est du Groenland. Les eaux situées plus au nord et au nord-est de la mer de Wandel sont en permanence prises dans la banquise.
Elle est nommée en l’honneur du danois Carl Frederik Wandel, capitaine de l’expédition arctique Ingolf de 1895–6. Le nom de mer de McKinley lui est donné par Robert E. Peary à la suite de son expédition Peary Arctic Club de 1898–1902.
Le point le plus à l’ouest de la mer de Wandel est le cap Morris Jesup. Au sud, elle s’étend jusqu’au Nordostrundingen. Elle est bordée au nord par l'océan Arctique et à l'est et au sud par la mer du Groenland.
Cette mer n’est pas reconnue par l’Organisation hydrographique internationale dans sa version officielle de 1953 (IHO SP 23, Limits of Oceans and Seas, 3e édition, 1953)  et ne la prévoyait pas non plus dans son prochain document de définition , même s'il apparaît sur la nomenclature des espaces maritimes éditée par le Conseil national de l'information géolocalisée () ; curieusement, ce second document la liste séparément de la mer de McKinley, qui serait une étendue d’eau distincte. Aujourd'hui cette 4e édition n'a toujours pas été approuvée et reste à l'état de projet.